# Choczewo (gmina)
Pour les articles homonymes, voir Choczewo.
La gmina de Choczewo est une commune rurale de la voïvodie de Poméranie et du powiat de Wejherowo. Elle s'étend sur 183,23 km2 et comptait 5 620 habitants en 2009. Son siège est le village de Choczewo qui se situe à environ 28 kilomètres au nord-ouest de Wejherowo et à 64 kilomètres au nord-ouest de Gdańsk, la capitale régionale.

## Villages
La gmina de Choczewo comprend les villages et localités de Biebrowo, Borkowo Lęborskie, Borkowo Małe, Brachówko, Cegielnia, Choczewko, Choczewo, Ciekocinko, Ciekocino, Gardkowice, Gościęcino, Jabłonowice, Jackowo, Karczemka Gardkowska, Karczemka Kierzkowska, Kierzkowo, Kierzkowo Małe, Kopalino, Krzesiniec, Kurowo, Łętówko, Łętowo, Lubiatowo, Lublewko, Lublewo Lęborskie, Osetnik, Osieki Lęborskie, Przebędówko, Przebędowo, Sasinko, Sasino, Sasino-Kolonia, Słajkowo, Słajszewko, Słajszewo, Starbienino, Szklana Huta, Żelazna, Zwarcienko, Zwartówko et Zwartowo.

## Villes et gminy voisines
La gmina de Choczewo est voisine de la ville de Łeba et des gminy de Gniewino, Krokowa, Łęczyce, Nowa Wieś Lęborska et Wicko.